# Methanosarcina barkeri

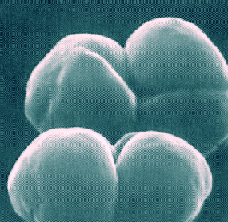

Il Methanosarcina barkeri è un Archaebatterio responsabile della produzione di metano. Il ceppo Fusaro del M. barkeri fu isolato da campioni di fango presi dal Lago Fusaro  presso Napoli. I Methanosarcina barkeri sono cocchi lobati. 
È stato riscontrata la presenza del ceppo fusaro del Methanosarcina barkeri nel rumine del bestiame. In tale organo non è presente l'ossigeno e, pertanto, il M. barkeri è classificato come un anaerobo estremo. I prodotti del batterio consistono in una percentuale fino al 35% di metano e 65% di anidride carbonica. 
Nel Methanosarcina barkeri è stato scoperto un nuovo amminoacido, la pirrolisina, il quale è geneticamente codificato da una sequenza nucleotidica che normalmente blocca la traduzione del codone di stop nel mRNA—a. Ma durante l'assemblaggio di alcune proteine, i ricercatori hanno trovato cellule che, ignorando il codone di stop, incorporano la pirrolisina e continuano a sintetizzare proteine.